# Pulo Mesjid I
Pulo Mesjid I is een bestuurslaag in het regentschap Pidie van de provincie Atjeh, Indonesië. Pulo Mesjid I telt 843 inwoners (volkstelling 2010).